# لتی‌کلا
بخش هرازپی جنوبی به نواحی مرکزی روستانشین شهرستان آمل گفته می‌شود که روستاهایِ (کمانگرکلا و پاشاکلا) (لتی کلا و جمشید آباد) (بخشی از روستاهای علو و بور محله) (آبسرفت و پولکیاده) (کهنه دان و عالی کلا) (محمدآباد و ترویجان) (ولیک و شاه کتی) در امتداد رودخانه عظیم هراز قرار داشته و به سبب همین به این منطقه از شهرستان آمل منطقه هرازپی جنوبی گفته می‌شود. در زبان محلی هرازپی به معنای جنب رودخانه یا در مسیر رودخانه می‌باشد.

## جمعیت
این روستا در بخش هرازپی جنوبی قرار داشته و براساس آخرین سرشماری مرکز آمار ایران و آمار روستایی برگرفته از شورا و دهیاری روستا جمعیت آن ۳۷۰ نفر (حدوداً ۹۰ خانوار) بوده‌است.